# Abraxas heringi
Abraxas heringi là một loài bướm đêm trong họ Geometridae.